# アブハジア正教会
アブハジア正教会（アブハジアせいきょうかい、アブハズ語: Аԥсны Аиашахаҵаратә ауахәама、ロシア語: Абхазская Православная церковь）は、アブハジアを中心にアブハズ人の間で信仰されている正教会の一組織である。2009年、グルジア正教会から独立を宣言したが、コンスタンディヌーポリ総主教庁はじめ各正教会からその地位を承認されていない。